# Konnor
Ryan Parmeter (ur. 6 lutego 1980 w Grand Rapids w Michigan) – amerykański wrestler, który był najbardziej znany ze swoich występów WWE pod pseudonimem ringowym Konnor. Jest członkiem tag-teamu The Ascension. Jest byłym posiadaczem NXT Tag Team Championship. Brał udział w czwartym i piątym sezonie NXT.

## Kariera profesjonalnego wrestlera

### Wczesna kariera (2001–2005)
Parmeter rozpoczął treningi u Rusty’ego Brooksa w School of Hard Knocks na południowej Florydzie i zadebiutował w 2001 roku. Następnie walczył w federacji prowadzonej przez Brooksa, Four Star Championship Wrestling (FSCW), pod pseudonimem Ryan Payne O’Reilly. Wraz z J-Dawgiem utworzył tag-team "The Irish Thug Connection"; zdobyli razem FSCW Tag Team Championship. O’Reilly zdobył też FSCW Heavyweight Championship i rywalizował o tenże pas z Normanem Smileyem. Występował również w Coastal Championship Wrestling (CCW) i zdobył CCW Heavyweight Championship. Pojawiał się też na eventach Total Nonstop Action Wrestling (TNA) we wczesnych latach działalności federacji.

### WWE

#### Deep South Wrestling (2005–2007)
Po czterech latach występów na scenie niezależnej Parmeter podpisał kontrakt z World Wrestling Entertainment (WWE) w 2005. Został przypisany do ówczesnej rozwojówki WWE, Deep South Wrestling (DSW) i przyjął pseudonim ringowy Rough House O’Reilly. Zadebiutował na pierwszym evencie DSW, 1 września 2005; przegrał walkę z Jackiem Bullem. Przez kilka następnych miesięcy mierzył się z takimi wrestlerami jak William Regal, Mike Mizanin czy Freakin Deacon.
We wczesnym 2006 O’Reilly zrobił sobie przerwę od wrestlingu. Po powrocie do ringu wraz z Dannym Germundem wziął udział w turnieju o DSW Tag Team Championship; 11 maja zostali wyeliminowani z turnieju przez Team Elite (Mike Knox i Nick Neikirk). 22 czerwca O’Reilly pokonał Neikirka i zdobył pas DSW Heavyweight Championship. Obronił mistrzostwo przeciwko Knoxowi, Neikirkowi i MVP, lecz 7 września utracił pas na rzecz Bradleya Jaya. W 2006 pojawiał się też na house showach ECW i we wrześniu miał zostać częścią rosteru ECW, lecz naruszył zasady WWE Wellness Policy (w jego organizmie zostały wykryte substancje zabronione przez WWE) i został zawieszony na 30 dni.
Wrócił jako osobisty asystent generalnej menadżerki DSW, Krissy Vaine. W grudniu pojawił się na jednym z odcinków ECW. W marcu 2007 zdobył DSW Heavyweight Championship po raz drugi, jednak stracił pas już tydzień później, ponownie na rzecz Bradleya Jaya. W 2007 pojawiał się w dark matchach (nieemitowanych w telewizji) Raw i SmackDown.

#### Florida Championship Wrestling (2007)

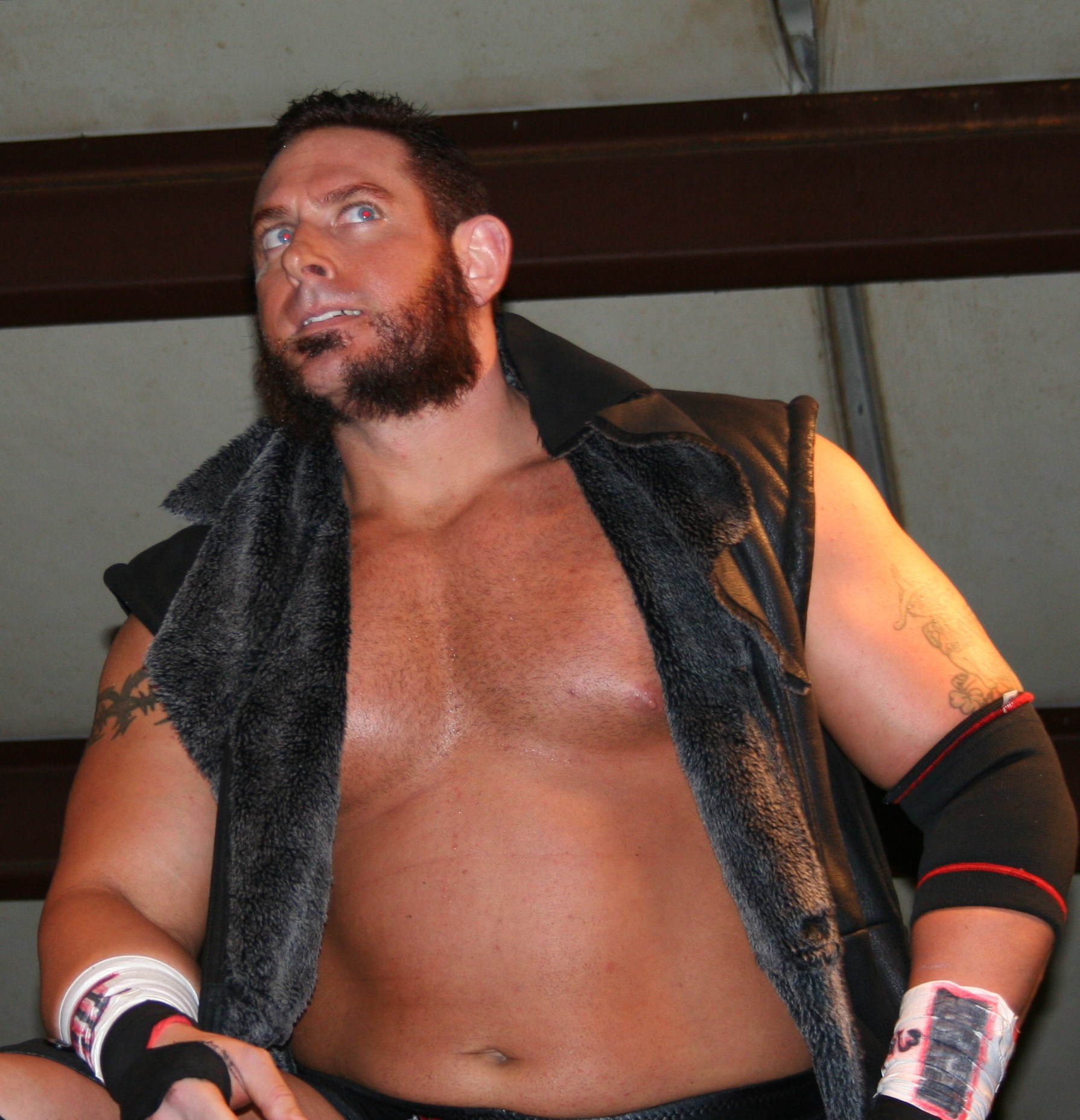
Parmeter w 2009

Przez krótki czas pojawiał się w Florida Championship Wrestling (FCW), kolejnej rozwojówce WWE. Podczas jego pobytu w FCW jego menadżerkami były Lacey Von Erich i Maryse.
W październiku 2007 roku Parmeter i jego dziewczyna Krissy Vaine złożyli wypowiedzenie pracy WWE, jako powód decyzji wskazali problemy rodzinne.

### Przerwa i federacje niezależne (2007–2009)
Parmeter powrócił do ringu w lutym 2009 roku, rozpoczął wtedy pracę dla NWA Charlotte. Walczył z Truittem Fieldsem o mistrzostwo wagi ciężkie, lecz nie udało mu się wygrać. Utworzył wtedy ugrupowanie "III" z Mikaelem Judasem i Phillem Shatterem, które zakończyło działalność, dopiero gdy zamknięto NWA Charlotte.

### Powrót do WWE

#### NXT (2010–2014)
14 lipca 2010 Parmeter ponownie podpisał kontrakt z WWE; przydzielono go do FCW. 12 sierpnia zadebiutował jako Ryan O’Riley i przegrał walkę z Conradem Tannerem. Jako Ryan O’Riley walczył do 23 września, kiedy to jego pseudonim ringowy zmieniono na Conor O’Brian.
30 listopada 2010, w odcinku finałowym trzeciego sezonu programu telewizyjnegoNXT ogłoszono, że Conor O’Brian weźmie udział w czwartym sezonie programu, z Albertem Del Rio jako jego mentorem. Swój debiut ringowy na NXT odnotował tydzień później; wraz z Del Rio pokonali Derricka Batemana i Daniela Bryana w starciu tag-teamowym. Pierwszym wygranym przez O’Briana wyzwaniem było Battle of the Mic Challenge, 4 stycznia 2011. Dwa tygodnie później odpadł z programu i przegrał pojedynek z Ricardo Rodriguezem.
W 2011 wziął udział w specjalnym, piątym sezonie NXT, w którym sześciu byłych uczestników programu otrzymało drugą szansę dostania się do głównego rosteru WWE. W tym sezonie mentorem O’Briana został Vladimir Kozlov. O’Brian został wyeliminowany z programu 28 czerwca 2011.

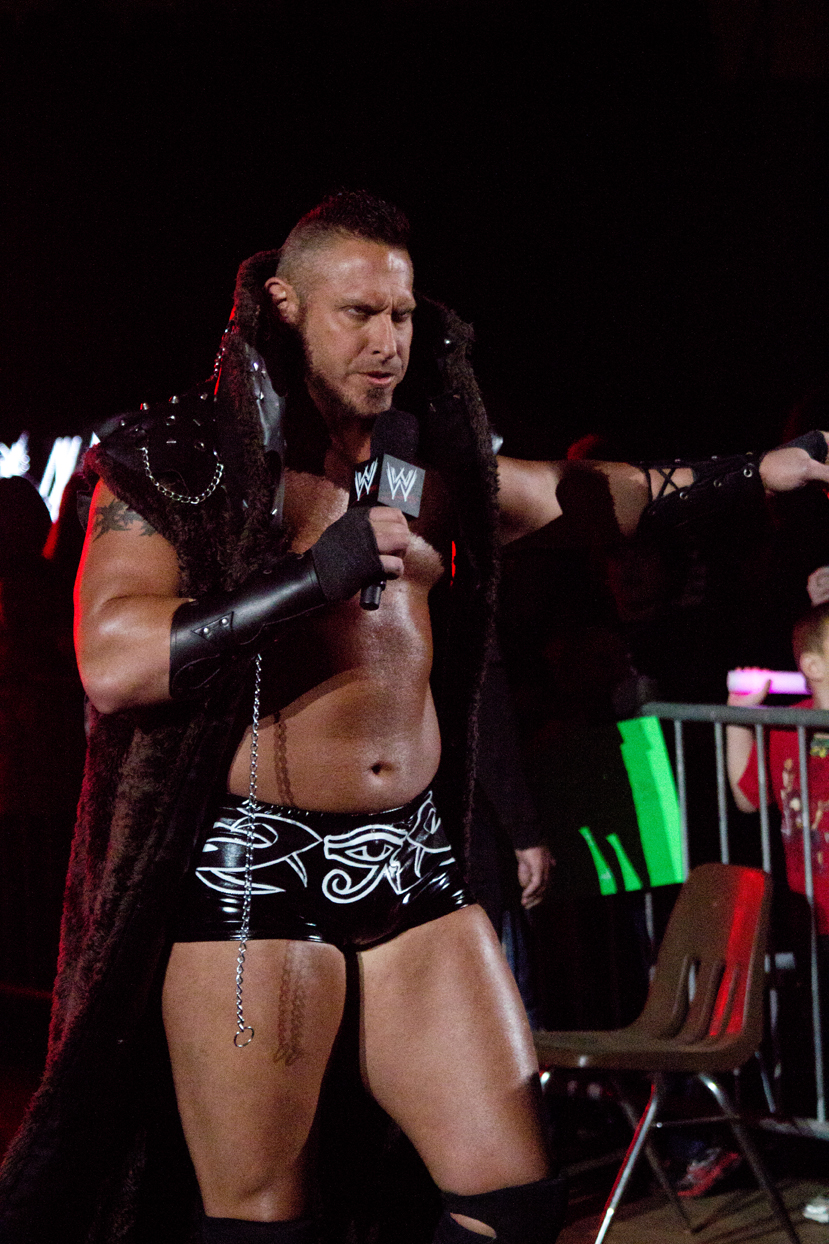
Konnor w 2013

28 sierpnia 2011 roku Ricardo Rodriguez ogłosił powstanie nowego ugrupowania, The Ascension, która miała składać się z Kennetha Camerona, Conora O’Briana, Tito Colona i Raquel Diaz. Pierwszą walką, w którą zaangażowani byli wszyscy członkowie grupy był Six-Man Tag Team Match pomiędzy Cameronem, Colonem i O’Brianem a CJ'em Parkerem, Donnym Marlowem i Johnnym Curtisem, odbyty 1 września 2011. W październiku The Ascension zakończyło współpracę z Rodriguezem, a pod koniec listopada grupa niemal całkowicie przestała istnieć; O’Brian został kontuzjowany, Colon został wezwany do głównego rosteru WWE, a Diaz odeszła od grupy i została mistrzynią FCW.
O’Brian powrócił do ringu w marcu 2012 roku i wraz z Cameronem utworzył tag-team The Ascension. W pierwszym starciu drużynowym, 24 marca, pokonali Jasona Jordana i Xaviera Woodsa. The Ascension zadebiutowało w NXT 20 czerwca 2012, pokonali wówczas Mike’a Daltona i CJ'a Parkera. Rozpoczęli rywalizację z The Usos i wygrali z nimi większą część walk. Pokonali również drużynę z głównego rosteru – Tysona Kidda i Justina Gabriela. The Ascension zostało rozwiązane po tym, jak 30 listopada 2012 Cameron został aresztowany i zwolniony z WWE.
Odtąd O’Brian walczył sam, nadal utrzymując gimmick The Ascension. Zmierzył się z Big E Langstonem w walce o NXT Championship, lecz nie udało mu się zdobyć tytułu.
5 czerwca 2013, po wygranej przez O’Briana walce z Alexem Rileyem, na rampie pojawił się Rick Viktor i przykuł uwagę O’Briana. Nowe Ascension wygrało Gauntlet Match, przez co O’Brian i Rick Viktor stali się nowymi pretendentami do NXT Tag Team Championship. 2 października zdobyli tytuły; pokonali ówczesnych mistrzów Adriana Neville’a i Coreya Gravesa. W listopadzie Conor O’Brian zmienił pseudonim ringowy na "Konnor", a pseudonim Ricka Viktora skrócono do "Viktor". The Ascension obroniło pasy w walkach z Too Cool oraz El Localem i Kalisto. Tytuły utracili na rzecz The Lucha Dragons, na NXT TakeOver: Fatal 4-Way, po rekordowych 344 dniach panowania.

#### Główny roster (od 2014)
12 grudnia na SmackDown WWE zaczęło wypuszczać winiety zapowiadające debiut The Ascension w głównym rosterze. Ostatecznie zadebiutowali na Raw, 29 grudnia 2014 roku i pokonali The Miza i Damiena Mizdowa. Pierwszą większą wygraną The Ascension była wygrana walka z New Age Outlaws na Royal Rumble w styczniu 2015. Pierwszą przegraną w głównym rosterze odnotowali w walce przeciwko Prime Time Players, 23 lutego. Na WrestleManii 31 Konnor i Viktor wzięli udział w André The Giant Memorial Battle Royal, jednak żadnemu z nich nie udało się go wygrać. W maju rozpoczęli rywalizację z Macho Mandowem i Curtisem Axelem; pokonali ich na gali Payback. Wzięli udział w Elimination Chamber Tag Team Matchu o pasy WWE Tag Team Championship na gali Elimination Chamber, jednak nie udało im się zdobyć tytułów.
3 września 2015 na SmackDown zaatakowali Neville’a, podczas jego wejścia na ring przed walką ze Stardustem. Spowodowało to połączenie sił The Ascension ze Stardustem i utworzenie grupy The Cosmic Wasteland. Na Night of Champions Cosmic Wasteland pokonało Neville’a i Lucha Dragons. Na Survivor Series, w drużynie z The Mizem i Bo Dallasem, przegrali Traditional Survivor Series Elimination Match przeciwko The Dudley Boyz, Nevillowi, Titusowi O’Neilowi i powracającemu Goldustowi. 11 lutego 2016 na SmackDown The Cosmic Wasteland zostało pokonane przez Neville’a i Lucha Dragons. Na Raw, 22 lutego, The Ascension przegrało starcie drużynowe z The Usos. Na WrestleManii 32, Konnor wziął udział w André the Giant Memorial Battle Royalu, lecz nie wyszedł z niego zwycięsko. 16 kwietnia 2016, Parmeter został zawieszony na okres 60 dni w ramach kary za drugie naruszenie WWE Wellness Policy. Do akcji w ringu powrócił 24 czerwca.
W lipcu, w wyniku draftu w WWE, The Ascension stało się częścią brandu SmackDown. W pre-show gali SummerSlam, The Ascension wzięło udział w 12-osobowym tag team matchu, gdzie ich drużyna poniosła porażkę. Wzięli udział w turnieju wyłaniającym pierwszych posiadaczy WWE SmackDown Tag Team Championship, lecz zostali wyeliminowani w pierwszej rundzie przez The Usos. Podczas pre-show gali No Mercy, Ascension i The Vaudevillains przegrali z The Hype Bros i American Alpha. 25 października na odcinku SmackDown, The Ascension wzięło udział w walce kwalifikującej do drużyny tag-teamowej SmackDown na Survivor Series, lecz przegrali z The Hype Bros.

## Życie prywatne
Parmeter zaczął spotykać się z wrestlerką Kristin Eubanks w 2006 roku. W wywiadzie przeprowadzonym w październiku 2007 Parmeter ogłosił, że są zaręczeni. Para pobrała się 6 czerwca 2013 w Clearwater na Florydzie.

## Mistrzostwa i osiągnięcia
- Coastal Championship Wrestling
  - CCW Heavyweight Championship (1 raz)
  - CCW Tag Team Championship (1 raz) – z Seanem Allenem
- Deep South Wrestling
  - DSW Heavyweight Championship (2 razy)
- Four Star Championship Wrestling
  - FSCW Heavyweight Championship (1 raz)
  - FSCW Tag Team Championship (1 raz) – z J-Dawgiem
- Georgia Championship Wrestling
  - GCW Heavyweight Championship (1 raz)
- Kings of Pro Wrestling
  - KPW Heavyweight Championship (2 razy)
- Maximum Pro Wrestling
  - MPW Television Championship (1 raz)
- NWA Sunray Pro Wrestling
  - NWA Sunray Heavyweight Championship (1 raz)
- Pro Wrestling Illustrated
  - PWI umieściło go na 123. miejscu w top 500 wrestlerów rankingu PWI 500 w 2014
- WWE NXT
  - NXT Tag Team Championship (1 raz) – z Viktorem